# Карадемир, Ахмет
Ахмет Карадемир (тур. Ahmet Karademir; родился 2 апреля 2004) — турецкий футболист, крайний полузащитник клуба «Коньяспор».

## Клубная карьера
Воспитанник футбольной академии «Коньяспора». 26 ноября 2020 года дебютировал в основном составе «Коньяспора» в матче Кубка Турции против «Манисы». 5 декабря 2020 года дебютировал в турецкой Суперлиге в матче против «ББ Эрзурумспор». 17 декабря 2020 года забил свой первый гол за «Коньяспор» в матче Кубка Турции против «Алтынорду».

## Карьера в сборной
Выступал за футбольные сборные Турции до 14, до 15 и до 16 лет.